# Victoria Eugénie van Battenberg
Victoria Eugénie Julia Ena (Balmoral Castle, 24 oktober 1887 – Lausanne, 15 april 1969), prinses van Battenberg, koningin van Spanje, was de dochter van prins Hendrik Maurits van Battenberg en prinses Beatrice van het Verenigd Koninkrijk. Prinses Victoria Eugénie trouwde met koning Alfons XIII van Spanje, met wie ze zeven kinderen kreeg.

## Jeugd
Prinses Victoria Eugénie werd geboren in Balmoral Castle als het tweede kind en enige dochter van prins Hendrik van Battenberg en zijn vrouw prinses Beatrice, de jongste dochter van koningin Victoria van het Verenigd Koninkrijk en prins-gemaal Albert van Saksen-Coburg en Gotha. De prinses was in haar familie bekend onder de naam ‘Ena’. Omdat haar ouders bij koningin Victoria woonden, groeide Victoria Eugénie op aan het Britse Hof op Windsor Castle, Balmoral Castle en Osborne House op het Isle of Wight. Toen de prinses negen jaar oud was, stierf haar vader en verhuisde ze met haar moeder. Ze woonden afwisselend in het Osborne House en Kensington Palace.

## Huwelijk
In 1905 was Victoria Eugénie aanwezig op een diner, dat door haar oom koning Edward VII gegeven werd ter ere van koning Alfons XIII van Spanje. Victoria Eugénie en Alfons werden verliefd op elkaar, maar velen zagen een huwelijk tussen de twee niet zitten. Vooral Alfons' moeder Maria Christina protesteerde tegen een huwelijk. Zij vond dat de afkomst van de prinses niet goed genoeg was om tot de hoge adel van Spanje toe te treden (Victoria Eugénie had slechts de aanspreektitel ‘Haar Doorluchtige Hoogheid’ en was een afstammeling uit een morganatisch huwelijk binnen het groothertogelijke Huis Hessen. Bovendien waren veel leden van haar familie, als afstammelingen van Victoria van het Verenigd Koninkrijk, waaronder haar broers Leopold en Maurits, dragers van de erfelijke bloedziekte hemofilie.

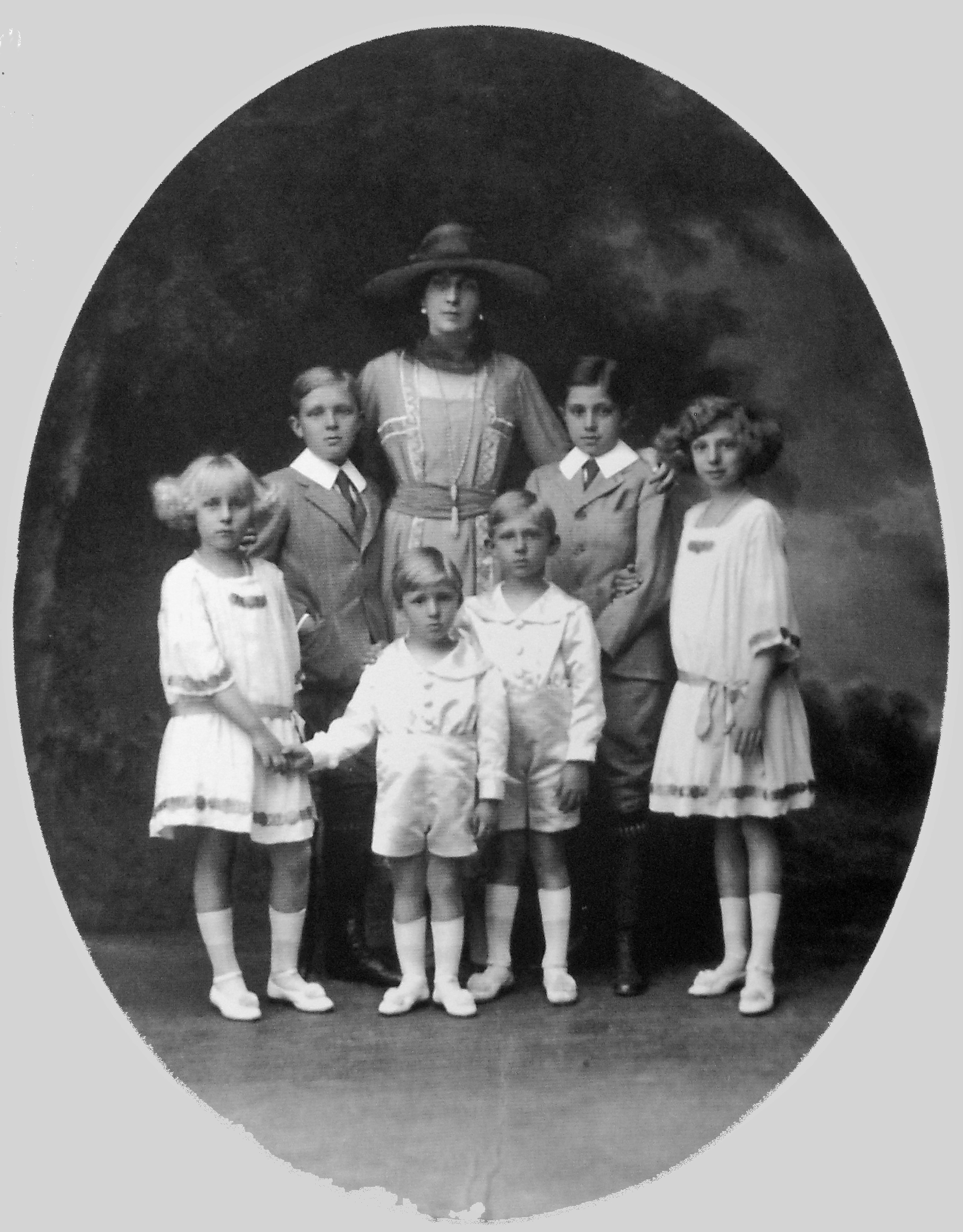
Koningin Victoria Eugénie met haar zes kinderen. V.l.n.r. infante Maria Christina, infant Jaime, infant Gonzalo, de koningin, infant Juan, infant Alfonso, en infante Beatriz.

Toch werd op 9 maart 1906 hun verloving aangekondigd. Er was veel protest onder het volk, vooral omdat ze protestants en van lage afkomst was. Daarom bekeerde Victoria Eugénie zich tot de Rooms-Katholieke Kerk, waarbij ze de naam Maria Christina kreeg. Ook gaf haar oom Edward VII haar op 3 april de aanspreektitel ‘Hare Koninklijke Hoogheid’.
Op 31 mei 1906 trouwden in Madrid Victoria Eugénie en Alfons, waardoor de prinses koningin Victoria Eugénie (informeel: koningin Ena) werd. Toen het paar na de trouwerij in een koets terugreed naar het Koninklijk Paleis, vond er een aanslag plaats op de koning en nieuwe koningin: iemand gooide vanaf een balkon een bom naar de koets. Koningin Ena overleefde het omdat ze het op het moment van de aanslag haar hoofd de andere kant op had gedraaid om de kerk van de Heilige Maria te zien.
Vanwege de aanslag werd Ena nog meer afgezonderd van het Spaanse volk dan ze al was, waardoor ze zich niet populair maakte.

## Gezin
Op 10 mei 1907 werd het eerste kind geboren: Prins Alfons, erfgenaam van de Spaanse troon. Tijdens zijn niet-noodzakelijke, maar door zijn moeder gewenste besnijdenis stopte hij niet met bloeden, waaruit de artsen opmaakten dat hij hemofilie van zijn moeder had geërfd, iets wat koning Alfons zijn vrouw nooit heeft kunnen vergeven. Na prins Alfons kreeg het paar nog zes kinderen, van wie ook de jongste zoon aan hemofilie leed. Hun kinderen waren:
- Alfons (1907-1938), trouwde twee keer, stierf bij een auto-ongeluk
- Jaime (1908-1975), trouwde twee keer, was doofstom
- Beatrix (1909-2002)), trouwde met prins Alessandro Torlonia
- Fernando (doodgeboren in 1910)
- Maria Christina (1911-1996), trouwde met graaf Enrico Marone
- Juan (1913-1993), trouwde prinses Maria de las Mercedes van Bourbon
- Gonzalo (1914-1934), leed ook aan hemofilie, stierf bij een auto-ongeluk

Na de geboorte van de kinderen ging het bergafwaarts met de relatie van de koning en koningin. Alfons had veel affaires, zelfs met prinses Beatrice, een nicht van koningin Ena en dochter van Alfred van Saksen-Coburg en Gotha en echtgenote van zijn eigen neef Alfons van Orléans-Bourbon. Door zijn affaires had koning Alfons een aantal buitenechtelijke kinderen.

## Verbanning
In 1923 ontsloeg koning Alfons de regering en ging op voorstel van generaal Miguel Primo de Rivera met behulp van het leger regeren. Toen hij Rivera later ook nog ‘mijn Mussolini’ noemde, werden er veel samenzweringen tegen de koning ontmaskerd en kwamen er protesten tegen de monarchie. De koning werd gedwongen gemeenteraadsverkiezingen toe te staan, waarin de republikeinen overweldigend wonnen. Het volk ging de straat op en eiste zijn aftreden, waarna de Spaanse koninklijke familie op 14 april 1931 in verbanning ging. De familie vestigde zich in Frankrijk en later in Italië. Koningin Ena en koning Alfons gingen uit elkaar, waarna zij deels in Engeland en Zwitserland en uiteindelijk voor vast in Zwitserland ging wonen.
Toen Alfons voelde dat zijn einde naderde, stond hij op 15 januari 1941 zijn rechten op de Spaanse troon af aan zijn zoon Juan de Bourbon, graaf van Barcelona. Op 12 februari kreeg Alfons zijn eerste hartaanval; hij stierf op 28 februari.
Koningin Ena stierf op 15 april 1969 in Lausanne, Zwitserland, precies 38 jaar na haar verbanning uit Spanje. Ze werd begraven in de plaatselijke kerk, maar haar lichaam werd op 25 april 1985 bijgezet in de Koninklijke Grafkelder in Madrid bij haar echtgenoot en twee zonen.
Ondanks de verbanning was het niet gedaan met de Spaanse monarchie: haar kleinzoon Juan Carlos, zoon van Juan de Bourbon, was van 1975 tot 2014 koning van Spanje.

## Doopmeter
Ze was de doopmeter van koningin Fabiola.

## Kwartierstaat
| Lodewijk II van Hessen-Darmstadt (1777-1848) | Lodewijk II van Hessen-Darmstadt (1777-1848) | Lodewijk II van Hessen-Darmstadt (1777-1848) | Lodewijk II van Hessen-Darmstadt (1777-1848) | Lodewijk II van Hessen-Darmstadt (1777-1848) | Lodewijk II van Hessen-Darmstadt (1777-1848) | Wilhelmina van Baden (1788-1836)           | Wilhelmina van Baden (1788-1836)           | Wilhelmina van Baden (1788-1836)           | Wilhelmina van Baden (1788-1836)           | Wilhelmina van Baden (1788-1836)           | Wilhelmina van Baden (1788-1836)           |                                            |                                            | Johan Maurits graaf Hauke (1775-1830)      | Johan Maurits graaf Hauke (1775-1830)      | Johan Maurits graaf Hauke (1775-1830) | Johan Maurits graaf Hauke (1775-1830) | Johan Maurits graaf Hauke (1775-1830) | Johan Maurits graaf Hauke (1775-1830) | Sofie Lafontaine (1790-1831)                | Sofie Lafontaine (1790-1831)                | Sofie Lafontaine (1790-1831)                | Sofie Lafontaine (1790-1831)                | Sofie Lafontaine (1790-1831)                | Sofie Lafontaine (1790-1831)                |  |  | Ernst I van Saksen-Coburg en Gotha (1784-1844) | Ernst I van Saksen-Coburg en Gotha (1784-1844) | Ernst I van Saksen-Coburg en Gotha (1784-1844) | Ernst I van Saksen-Coburg en Gotha (1784-1844) | Ernst I van Saksen-Coburg en Gotha (1784-1844) | Ernst I van Saksen-Coburg en Gotha (1784-1844) | Louise van Saksen-Gotha-Altenburg (1800-1831) | Louise van Saksen-Gotha-Altenburg (1800-1831) | Louise van Saksen-Gotha-Altenburg (1800-1831) | Louise van Saksen-Gotha-Altenburg (1800-1831) | Louise van Saksen-Gotha-Altenburg (1800-1831)   | Louise van Saksen-Gotha-Altenburg (1800-1831)   |                                                 |                                                 | Eduard August van Kent (1767-1820)              | Eduard August van Kent (1767-1820)              | Eduard August van Kent (1767-1820)               | Eduard August van Kent (1767-1820)               | Eduard August van Kent (1767-1820)               | Eduard August van Kent (1767-1820)               | Victoire van Saksen-Coburg-Saalfeld ((1786-1861) | Victoire van Saksen-Coburg-Saalfeld ((1786-1861) | Victoire van Saksen-Coburg-Saalfeld ((1786-1861) | Victoire van Saksen-Coburg-Saalfeld ((1786-1861) | Victoire van Saksen-Coburg-Saalfeld ((1786-1861) | Victoire van Saksen-Coburg-Saalfeld ((1786-1861) |  |  |  |  |  |  |  |  |  |  |  |  |  |  |  |  |  |  |  |  |  |  |  |  |  |  |  |  |  |  |  |  |  |  |  |  |  |  |  |  |  |  |  |  |  |  |  |  |
| Lodewijk II van Hessen-Darmstadt (1777-1848) | Lodewijk II van Hessen-Darmstadt (1777-1848) | Lodewijk II van Hessen-Darmstadt (1777-1848) | Lodewijk II van Hessen-Darmstadt (1777-1848) | Lodewijk II van Hessen-Darmstadt (1777-1848) | Lodewijk II van Hessen-Darmstadt (1777-1848) | Wilhelmina van Baden (1788-1836)           | Wilhelmina van Baden (1788-1836)           | Wilhelmina van Baden (1788-1836)           | Wilhelmina van Baden (1788-1836)           | Wilhelmina van Baden (1788-1836)           | Wilhelmina van Baden (1788-1836)           |                                            |                                            | Johan Maurits graaf Hauke (1775-1830)      | Johan Maurits graaf Hauke (1775-1830)      | Johan Maurits graaf Hauke (1775-1830) | Johan Maurits graaf Hauke (1775-1830) | Johan Maurits graaf Hauke (1775-1830) | Johan Maurits graaf Hauke (1775-1830) | Sofie Lafontaine (1790-1831)                | Sofie Lafontaine (1790-1831)                | Sofie Lafontaine (1790-1831)                | Sofie Lafontaine (1790-1831)                | Sofie Lafontaine (1790-1831)                | Sofie Lafontaine (1790-1831)                |  |  | Ernst I van Saksen-Coburg en Gotha (1784-1844) | Ernst I van Saksen-Coburg en Gotha (1784-1844) | Ernst I van Saksen-Coburg en Gotha (1784-1844) | Ernst I van Saksen-Coburg en Gotha (1784-1844) | Ernst I van Saksen-Coburg en Gotha (1784-1844) | Ernst I van Saksen-Coburg en Gotha (1784-1844) | Louise van Saksen-Gotha-Altenburg (1800-1831) | Louise van Saksen-Gotha-Altenburg (1800-1831) | Louise van Saksen-Gotha-Altenburg (1800-1831) | Louise van Saksen-Gotha-Altenburg (1800-1831) | Louise van Saksen-Gotha-Altenburg (1800-1831)   | Louise van Saksen-Gotha-Altenburg (1800-1831)   |                                                 |                                                 | Eduard August van Kent (1767-1820)              | Eduard August van Kent (1767-1820)              | Eduard August van Kent (1767-1820)               | Eduard August van Kent (1767-1820)               | Eduard August van Kent (1767-1820)               | Eduard August van Kent (1767-1820)               | Victoire van Saksen-Coburg-Saalfeld ((1786-1861) | Victoire van Saksen-Coburg-Saalfeld ((1786-1861) | Victoire van Saksen-Coburg-Saalfeld ((1786-1861) | Victoire van Saksen-Coburg-Saalfeld ((1786-1861) | Victoire van Saksen-Coburg-Saalfeld ((1786-1861) | Victoire van Saksen-Coburg-Saalfeld ((1786-1861) |  |  |  |  |  |  |  |  |  |  |  |  |  |  |  |  |  |  |  |  |  |  |  |  |  |  |  |  |  |  |  |  |  |  |  |  |  |  |  |  |  |  |  |  |  |  |  |  |
|                                              |                                              |                                              |                                              |                                              |                                              |                                            |                                            |                                            |                                            |                                            |                                            |                                            |                                            |                                            |                                            |                                       |                                       |                                       |                                       |                                             |                                             |                                             |                                             |                                             |                                             |  |  |                                                |                                                |                                                |                                                |                                                |                                                |                                               |                                               |                                               |                                               |                                                 |                                                 |                                                 |                                                 |                                                 |                                                 |                                                  |                                                  |                                                  |                                                  |                                                  |                                                  |                                                  |                                                  |                                                  |                                                  |  |  |  |  |  |  |  |  |  |  |  |  |  |  |  |  |  |  |  |  |  |  |  |  |  |  |  |  |  |  |  |  |  |  |  |  |  |  |  |  |  |  |  |  |  |  |  |  |
|                                              |                                              |                                              |                                              | Alexander van Hessen-Darmstadt (1823-1888)   | Alexander van Hessen-Darmstadt (1823-1888)   | Alexander van Hessen-Darmstadt (1823-1888) | Alexander van Hessen-Darmstadt (1823-1888) | Alexander van Hessen-Darmstadt (1823-1888) | Alexander van Hessen-Darmstadt (1823-1888) |                                            |                                            |                                            |                                            |                                            |                                            | Julia Hauke (1825-1895)               | Julia Hauke (1825-1895)               | Julia Hauke (1825-1895)               | Julia Hauke (1825-1895)               | Julia Hauke (1825-1895)                     | Julia Hauke (1825-1895)                     |                                             |                                             |                                             |                                             |  |  |                                                |                                                |                                                |                                                | Albert van Saksen-Coburg en Gotha (1819-1861)  | Albert van Saksen-Coburg en Gotha (1819-1861)  | Albert van Saksen-Coburg en Gotha (1819-1861) | Albert van Saksen-Coburg en Gotha (1819-1861) | Albert van Saksen-Coburg en Gotha (1819-1861) | Albert van Saksen-Coburg en Gotha (1819-1861) |                                                 |                                                 |                                                 |                                                 |                                                 |                                                 | Victoria van het Verenigd Koninkrijk (1819-1901) | Victoria van het Verenigd Koninkrijk (1819-1901) | Victoria van het Verenigd Koninkrijk (1819-1901) | Victoria van het Verenigd Koninkrijk (1819-1901) | Victoria van het Verenigd Koninkrijk (1819-1901) | Victoria van het Verenigd Koninkrijk (1819-1901) |                                                  |                                                  |                                                  |                                                  |  |  |  |  |  |  |  |  |  |  |  |  |  |  |  |  |  |  |  |  |  |  |  |  |  |  |  |  |  |  |  |  |  |  |  |  |  |  |  |  |  |  |  |  |  |  |  |  |
|                                              |                                              |                                              |                                              | Alexander van Hessen-Darmstadt (1823-1888)   | Alexander van Hessen-Darmstadt (1823-1888)   | Alexander van Hessen-Darmstadt (1823-1888) | Alexander van Hessen-Darmstadt (1823-1888) | Alexander van Hessen-Darmstadt (1823-1888) | Alexander van Hessen-Darmstadt (1823-1888) |                                            |                                            |                                            |                                            |                                            |                                            | Julia Hauke (1825-1895)               | Julia Hauke (1825-1895)               | Julia Hauke (1825-1895)               | Julia Hauke (1825-1895)               | Julia Hauke (1825-1895)                     | Julia Hauke (1825-1895)                     |                                             |                                             |                                             |                                             |  |  |                                                |                                                |                                                |                                                | Albert van Saksen-Coburg en Gotha (1819-1861)  | Albert van Saksen-Coburg en Gotha (1819-1861)  | Albert van Saksen-Coburg en Gotha (1819-1861) | Albert van Saksen-Coburg en Gotha (1819-1861) | Albert van Saksen-Coburg en Gotha (1819-1861) | Albert van Saksen-Coburg en Gotha (1819-1861) |                                                 |                                                 |                                                 |                                                 |                                                 |                                                 | Victoria van het Verenigd Koninkrijk (1819-1901) | Victoria van het Verenigd Koninkrijk (1819-1901) | Victoria van het Verenigd Koninkrijk (1819-1901) | Victoria van het Verenigd Koninkrijk (1819-1901) | Victoria van het Verenigd Koninkrijk (1819-1901) | Victoria van het Verenigd Koninkrijk (1819-1901) |                                                  |                                                  |                                                  |                                                  |  |  |  |  |  |  |  |  |  |  |  |  |  |  |  |  |  |  |  |  |  |  |  |  |  |  |  |  |  |  |  |  |  |  |  |  |  |  |  |  |  |  |  |  |  |  |  |  |
|                                              |                                              |                                              |                                              |                                              |                                              |                                            |                                            |                                            |                                            | Hendrik Maurits van Battenberg (1858-1896) | Hendrik Maurits van Battenberg (1858-1896) | Hendrik Maurits van Battenberg (1858-1896) | Hendrik Maurits van Battenberg (1858-1896) | Hendrik Maurits van Battenberg (1858-1896) | Hendrik Maurits van Battenberg (1858-1896) |                                       |                                       |                                       |                                       |                                             |                                             |                                             |                                             |                                             |                                             |  |  |                                                |                                                |                                                |                                                |                                                |                                                |                                               |                                               |                                               |                                               | Beatrice van Saksen-Coburg en Gotha (1857-1944) | Beatrice van Saksen-Coburg en Gotha (1857-1944) | Beatrice van Saksen-Coburg en Gotha (1857-1944) | Beatrice van Saksen-Coburg en Gotha (1857-1944) | Beatrice van Saksen-Coburg en Gotha (1857-1944) | Beatrice van Saksen-Coburg en Gotha (1857-1944) |                                                  |                                                  |                                                  |                                                  |                                                  |                                                  |                                                  |                                                  |                                                  |                                                  |  |  |  |  |  |  |  |  |  |  |  |  |  |  |  |  |  |  |  |  |  |  |  |  |  |  |  |  |  |  |  |  |  |  |  |  |  |  |  |  |  |  |  |  |  |  |  |  |
|                                              |                                              |                                              |                                              |                                              |                                              |                                            |                                            |                                            |                                            | Hendrik Maurits van Battenberg (1858-1896) | Hendrik Maurits van Battenberg (1858-1896) | Hendrik Maurits van Battenberg (1858-1896) | Hendrik Maurits van Battenberg (1858-1896) | Hendrik Maurits van Battenberg (1858-1896) | Hendrik Maurits van Battenberg (1858-1896) |                                       |                                       |                                       |                                       |                                             |                                             |                                             |                                             |                                             |                                             |  |  |                                                |                                                |                                                |                                                |                                                |                                                |                                               |                                               |                                               |                                               | Beatrice van Saksen-Coburg en Gotha (1857-1944) | Beatrice van Saksen-Coburg en Gotha (1857-1944) | Beatrice van Saksen-Coburg en Gotha (1857-1944) | Beatrice van Saksen-Coburg en Gotha (1857-1944) | Beatrice van Saksen-Coburg en Gotha (1857-1944) | Beatrice van Saksen-Coburg en Gotha (1857-1944) |                                                  |                                                  |                                                  |                                                  |                                                  |                                                  |                                                  |                                                  |                                                  |                                                  |  |  |  |  |  |  |  |  |  |  |  |  |  |  |  |  |  |  |  |  |  |  |  |  |  |  |  |  |  |  |  |  |  |  |  |  |  |  |  |  |  |  |  |  |  |  |  |  |
|                                              |                                              |                                              |                                              |                                              |                                              |                                            |                                            |                                            |                                            |                                            |                                            |                                            |                                            |                                            |                                            |                                       |                                       |                                       |                                       |                                             |                                             |                                             |                                             |                                             |                                             |  |  |                                                |                                                |                                                |                                                |                                                |                                                |                                               |                                               |                                               |                                               |                                                 |                                                 |                                                 |                                                 |                                                 |                                                 |                                                  |                                                  |                                                  |                                                  |                                                  |                                                  |                                                  |                                                  |                                                  |                                                  |  |  |  |  |  |  |  |  |  |  |  |  |  |  |  |  |  |  |  |  |  |  |  |  |  |  |  |  |  |  |  |  |  |  |  |  |  |  |  |  |  |  |  |  |  |  |  |  |
|                                              |                                              |                                              |                                              |                                              |                                              |                                            |                                            |                                            |                                            |                                            |                                            |                                            |                                            |                                            |                                            |                                       |                                       |                                       |                                       |                                             |                                             |                                             |                                             |                                             |                                             |  |  |                                                |                                                |                                                |                                                |                                                |                                                |                                               |                                               |                                               |                                               |                                                 |                                                 |                                                 |                                                 |                                                 |                                                 |                                                  |                                                  |                                                  |                                                  |                                                  |                                                  |                                                  |                                                  |                                                  |                                                  |  |  |  |  |  |  |  |  |  |  |  |  |  |  |  |  |  |  |  |  |  |  |  |  |  |  |  |  |  |  |  |  |  |  |  |  |  |  |  |  |  |  |  |  |  |  |  |  |
|                                              |                                              |                                              |                                              |                                              |                                              |                                            |                                            |                                            |                                            |                                            |                                            | Alexander Mountbatten (1886-1960)          | Alexander Mountbatten (1886-1960)          | Alexander Mountbatten (1886-1960)          | Alexander Mountbatten (1886-1960)          | Alexander Mountbatten (1886-1960)     | Alexander Mountbatten (1886-1960)     |                                       |                                       | Victoria Eugénie van Battenberg (1887-1969) | Victoria Eugénie van Battenberg (1887-1969) | Victoria Eugénie van Battenberg (1887-1969) | Victoria Eugénie van Battenberg (1887-1969) | Victoria Eugénie van Battenberg (1887-1969) | Victoria Eugénie van Battenberg (1887-1969) |  |  | Leopold Mountbatten (1889-1923)                | Leopold Mountbatten (1889-1923)                | Leopold Mountbatten (1889-1923)                | Leopold Mountbatten (1889-1923)                | Leopold Mountbatten (1889-1923)                | Leopold Mountbatten (1889-1923)                |                                               |                                               | Maurits van Battenberg (1891-1914)            | Maurits van Battenberg (1891-1914)            | Maurits van Battenberg (1891-1914)              | Maurits van Battenberg (1891-1914)              | Maurits van Battenberg (1891-1914)              | Maurits van Battenberg (1891-1914)              |                                                 |                                                 |                                                  |                                                  |                                                  |                                                  |                                                  |                                                  |                                                  |                                                  |                                                  |                                                  |  |  |  |  |  |  |  |  |  |  |  |  |  |  |  |  |  |  |  |  |  |  |  |  |  |  |  |  |  |  |  |  |  |  |  |  |  |  |  |  |  |  |  |  |  |  |  |  |